# C/2007 R10 (SOHO)
C/2007 R10 (SOHO) – kometa jednopojawieniowa odkryta na zdjęciach SOHO przez Arkadiusza Kubczaka. Została odkryta 15 września 2007 roku. Należy do grupy komet Meyera.